# جبل أونتاكي
جبل أونتاكي هو جبل يقع في اليابان يبلغ ارتفاعه 3067 متراً وهو بذلك الجبل رقم 14 بالنسبة للارتفاع وثاني أعلى بركان في اليابان بعد جبل فوجي.